# Cambio CarSharing
Pour les articles homonymes, voir Cambio.
 (août 2024).
Si vous disposez d'ouvrages ou d'articles de référence ou si vous connaissez des sites web de qualité traitant du thème abordé ici, merci de compléter l'article en donnant les références utiles à sa vérifiabilité et en les liant à la section « Notes et références ».
Cambio Carsharing (orthographe propre : cambio CarSharing) ou Cambio en abrégé (orthographe propre: cambio) est un groupe de services européen dans le secteur de l'autopartage, représenté en Allemagne et en Belgique. La société holding cambio Mobility Service GmbH & Co. KG a été fondée en 2000 par la fusion de trois « entreprises pionnières de l'autopartage » d'Aix-la-Chapelle, Brême et Cologne et est depuis lors basée à Brême. Le Groupe Cambio propose des voitures partagées pour les clients particuliers et professionnels et opère actuellement (2024) dans 44 villes allemandes et 108 villes belges totalisant plus de 5300 véhicules pour plus de 200000 clients.
Lorsque deux associations ont été créées simultanément à Aix-la-Chapelle et à Brême en 1990 pour promouvoir un « comportement de circulation respectueux de l'environnement », elles reposaient sur une « idée simple », selon Joachim Schwarz, membre fondateur de StadtAuto Brême et aujourd'hui directeur général du groupe Cambio : « Nous voulions économiser des coûts et réduire le nombre de voitures dans les rues. »  
Actuellement (début 2019), une voiture Cambio est conduite en moyenne par 44 clients et remplace entre 8 et 20 voitures privées. « L'utilisation partagée soulage particulièrement la pression sur les zones résidentielles densément peuplées. Notre objectif d’entreprise le plus important est d’augmenter la qualité de vie urbaine grâce à plus d’espace dans les rues », explique Joachim Schwarz dans l’autoportrait du groupe Cambio.

## Le groupe de sociétés

### Structure
Le groupe d'entreprises Cambio est actuellement (début 2024) une fusion de seize sociétés d'investissement et partenaires en Allemagne et en Belgique. La société holding cambio Mobility Service GmbH & Co. KG est basée à Brême depuis sa création en mars 2000 ; Les directeurs généraux sont Joachim Schwarz et Norbert Jagemann.
La holding n'exploite pas elle-même de service d'autopartage, mais met plutôt à disposition des filiales et partenaires des services centraux sous la forme d'une offre de type franchise, notamment des logiciels, du marketing et des centres d'appels. Par l'intermédiaire de sa filiale Carsharing Service GmbH (CSS), fondée en 2005, l'entreprise propose également des centres informatiques et d'appels pour d'autres sociétés d'autopartage.
L'activité d'autopartage proprement dite est gérée localement par des sociétés indépendantes, qui sont généralement des GmbH. Les relations clients et le service client ainsi que l'ensemble de la flotte sont sous la responsabilité des prestataires locaux. Les propriétaires du groupe Cambio sont principalement des clients et des employés, ce qui s'explique par l'origine de Cambio du mouvement environnemental et par les objectifs écologiques et économiques clés.

### Chiffres clés et localisations
Les ventes du Groupe Cambio ont totalisé en 2023 58,4 millions d'euros, dont 29,5 millions en Allemagne et 28,9 millions en Belgique. Début 2021, le groupe employait environ 300 collaborateurs en Allemagne et en Belgique.
Actuellement (début 2024), le groupe de sociétés compte plus de 200 000 clients en Allemagne et en Belgique. Il met à disposition plus de 5300 véhicules Cambio dans plus de 1870 stations. Il propose 15 modèles de véhicules en quatre classes de prix. Environ un tiers des utilisateurs sont des clients professionnels qui réservent généralement des véhicules pendant les heures de travail normales, tandis que les clients privés conduisent généralement le soir et le week-end.
Cambio Allemagne se trouve actuellement (mars 2024) dans les 44 communes allemandes et a plus de 800 stations : Aix-la -Chapelle, Achim, Alsdorf, Bad Münstereifel, Berlin, Bielefeld, Blankenheim, Bonn, Brême, Bremerhaven, Brühl, Delmenhorst, Dormagen, Dortmund, Düren, Düsseldorf, Erftstadt, Eschweiler, Euskirchen, Flensburg, Frechen, Hambourg, Hellenthal, Herzogenrath, Hürth, Jülich, Kall, Kappeln, Cologne, Leer, Lilienthal, Lüneburg, Oldenburg, Pulheim, Sarrebruck, Sankt Augustin, Siegburg, Uelzen, Verden, Wilhelmshaven, Winsen (Luhe), Wuppertal, Würselen et Zülpich.
Cambio Belgium est actuellement (septembre 2023) dans 102 villes belges et a plus de 640 stations, entre autres, à : Anvers, Arlon, Bruges, Bruxelles, Ciney, Courtrai, Gand, Hasselt, Lierre, Liège, Louvain, Malines, Mons, Namur, Ostende, Ottignies, Turnhout et Zwijndrecht.
Le groupe d'entreprises Cambio est la deuxième plus grande entreprise d'autopartage en Allemagne parmi les fournisseurs d'autopartage en station.

### Utilisation du véhicule
Les clients peuvent accéder aux véhicules 24 heures sur 24 par téléphone, via Internet et à l'aide d'applications pour smartphone et réserver jusqu'à 360 jours à l'avance. La durée du trajet peut être comprise entre une heure et 30 jours. La réservation est transmise à la station en quelques minutes. En station, l'ouverture du véhicule s'effectue grâce à une carte à puce personnalisée ou une application smartphone. Après la restitution de la voiture, les données du trajet sont transférées au siège pour facturation.
Le nombre de kilomètres parcourus et la durée d'utilisation sont calculés. Cela comprend le coût de l’essence, l’assurance automobile, les taxes, l’entretien et l’amortissement.

### Histoire
L’idée est née du mouvement environnemental des années 80 et 90. Indépendamment, des personnes engagées à Aix-la-Chapelle, Brême et Cologne ont commencé à partager des véhicules. StadtAuto Bremen et DistrictAuto Aachen ont été parmi les premiers fournisseurs du secteur de l'autopartage, tandis que StattAuto Cologne n'a été fondée qu'en 1992. L'augmentation du nombre de clients a conduit à la professionnalisation et en mars 2000, les trois sociétés indépendantes d'autopartage ont fusionné et ont fondé le groupe Cambio Mobility Service GmbH & Co. KG, basé à Brême. En conséquence, l'offre a été progressivement élargie et étendue à d'autres villes d'Allemagne et de Belgique. Aujourd'hui, le groupe Cambio est encore majoritairement détenu par ses clients et ses salariés.
Cambio Belgique existe en Wallonie depuis 2002, en région bruxelloise depuis 2003 et en Flandre depuis 2004. En Belgique, Cambio compte actuellement (début 2018) plus de 31.500 clients et compte plus de 1 160 véhicules dans 458 stations.

### Divisions d'entreprise
- Autopartage : Filiales à Aix-la-Chapelle, Berlin, Bielefeld, Brême, Bremerhaven, Flensbourg, Hambourg, Cologne, Lunebourg, Oldenbourg, Sarrebruck et Wuppertal ainsi qu'à Bruxelles, en Flandre et en Wallonie. Les types de voitures, des petites voitures aux camionnettes, sont disponibles dans quatre gammes de prix, qui peuvent être réservées à l'heure, à la journée ou à la semaine.
- Service d'autopartage: service de réservation avec son propre centre d'appel.
- Service technique : Logiciels d'autopartage et systèmes d'accès aux véhicules pour ordinateurs de bord et coffres à clés.

### Liens
- Site Internet de cambio Allemagne (allemand, anglais)
- Site Internet de cambio Belgium (néerlandais, anglais, français)
- Gisela Warmke : cambio CarSharing – Slides de présentation (conférence lors de l'événement « Mobility in the Smart City » de l'Association allemande pour le logement, le développement urbain et l'aménagement du territoire le 24. octobre 2017 à Berlin) (fichier PDF ; 6165 Ko)